# Nikolaj Buchalov
Nikolaj Buchalov, född den 20 mars 1967 i Karlovo, Bulgarien, är en bulgarisk kanotist.
Han tog OS-brons i C-1 1000 meter i samband med de olympiska kanottävlingarna 1988 i Seoul.
Han tog OS-guld i C-1 1000 meter och OS-guld i C-1 500 meter i samband med de olympiska kanottävlingarna 1992 i Barcelona.